# Lukáš Hejda
Lukáš Hejda (Bílovec, 9 de março de 1990) é um futebolista tcheco. Atualmente defende o Sparta Praga. Atua como defensor.

## Carreira
Hejda foi revelado nas categorias de base do Baník Ostrava, mas acabaria sendo repassado ao Sparta em 2007.
Não teve chances até o final de 2009, quando recebeu sua primeira chance de jogar como atleta profissional.